# Lagoa dos Patos (miasto)
Lagoa dos Patos – miasto i gmina w Brazylii, w stanie Minas Gerais.